# Mare de Déu de la Pietat (Tuïr)

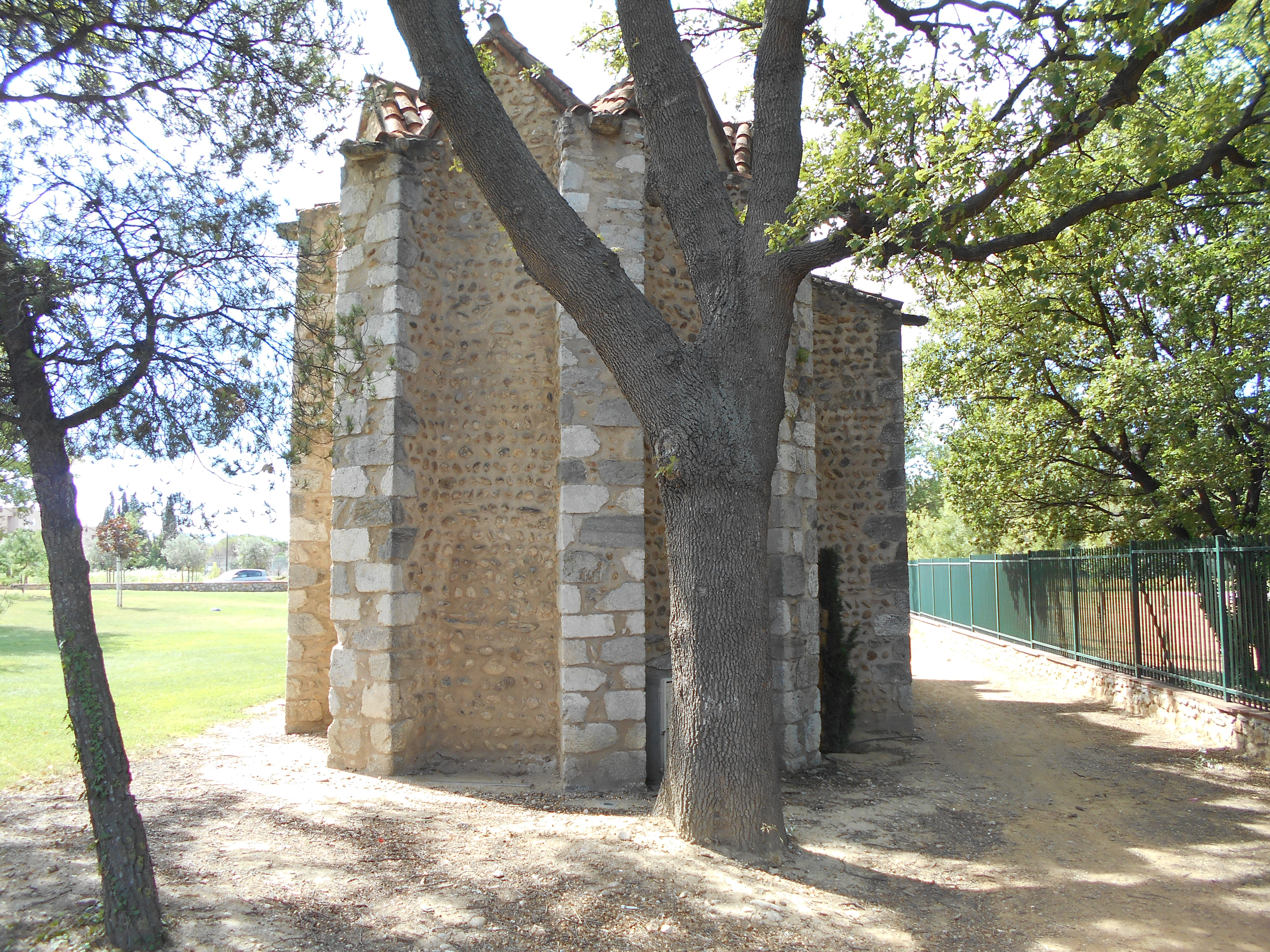
Absis

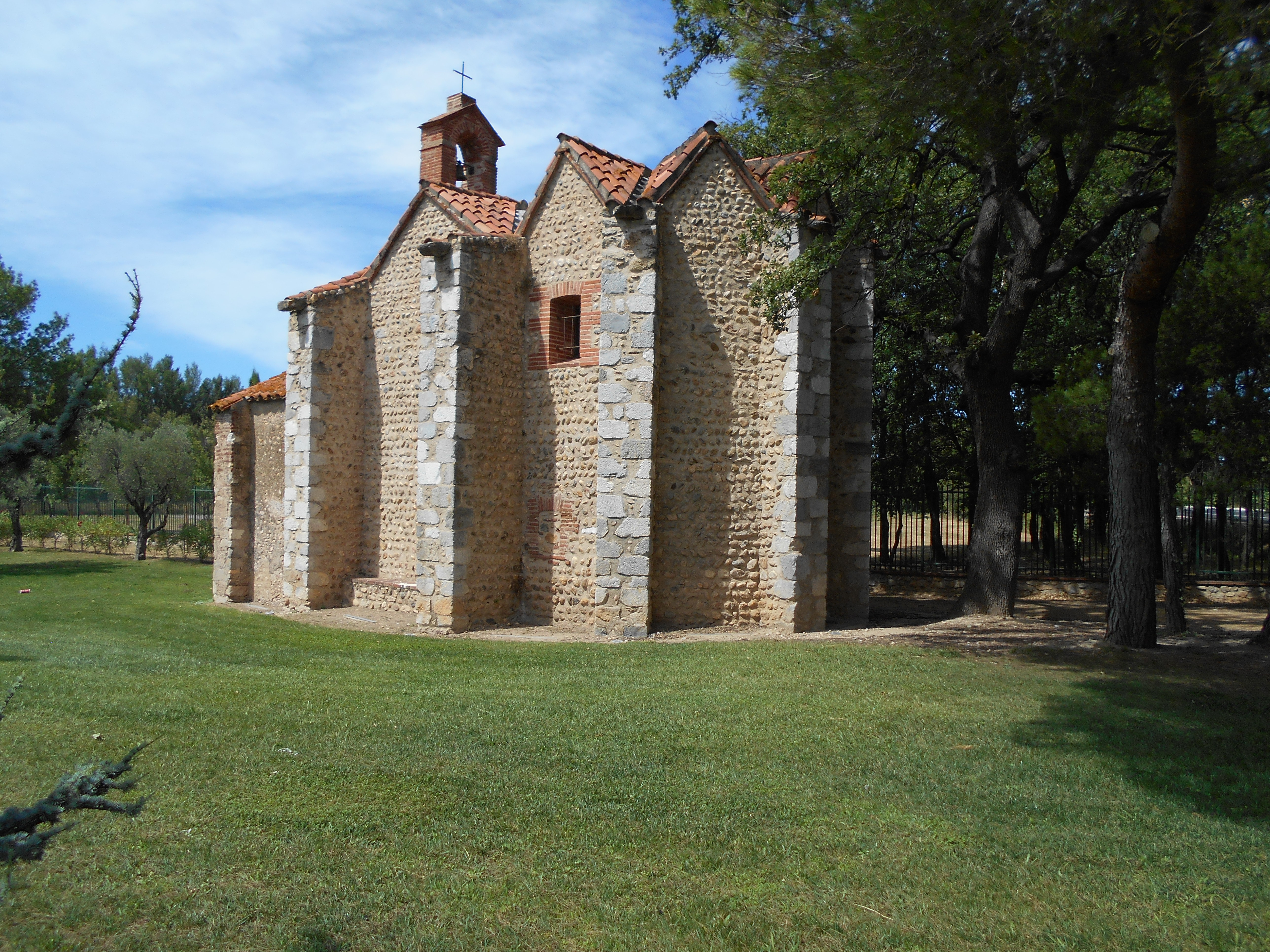
Façana meridional

La Pietat de Tuïr és una capella de la vila de Tuïr, a la comarca del Rosselló.
Està situada al nord-est de la vila vella de Tuïr, al peu del camí de Perpinyà, actualment al costat de ponent del giratori de la D-612 amb l'avinguda del Doctor Écoiffier.
És un temple gòtic petit, d'una sola nau, de molt belles proporcions i factura.

## Bibliografia

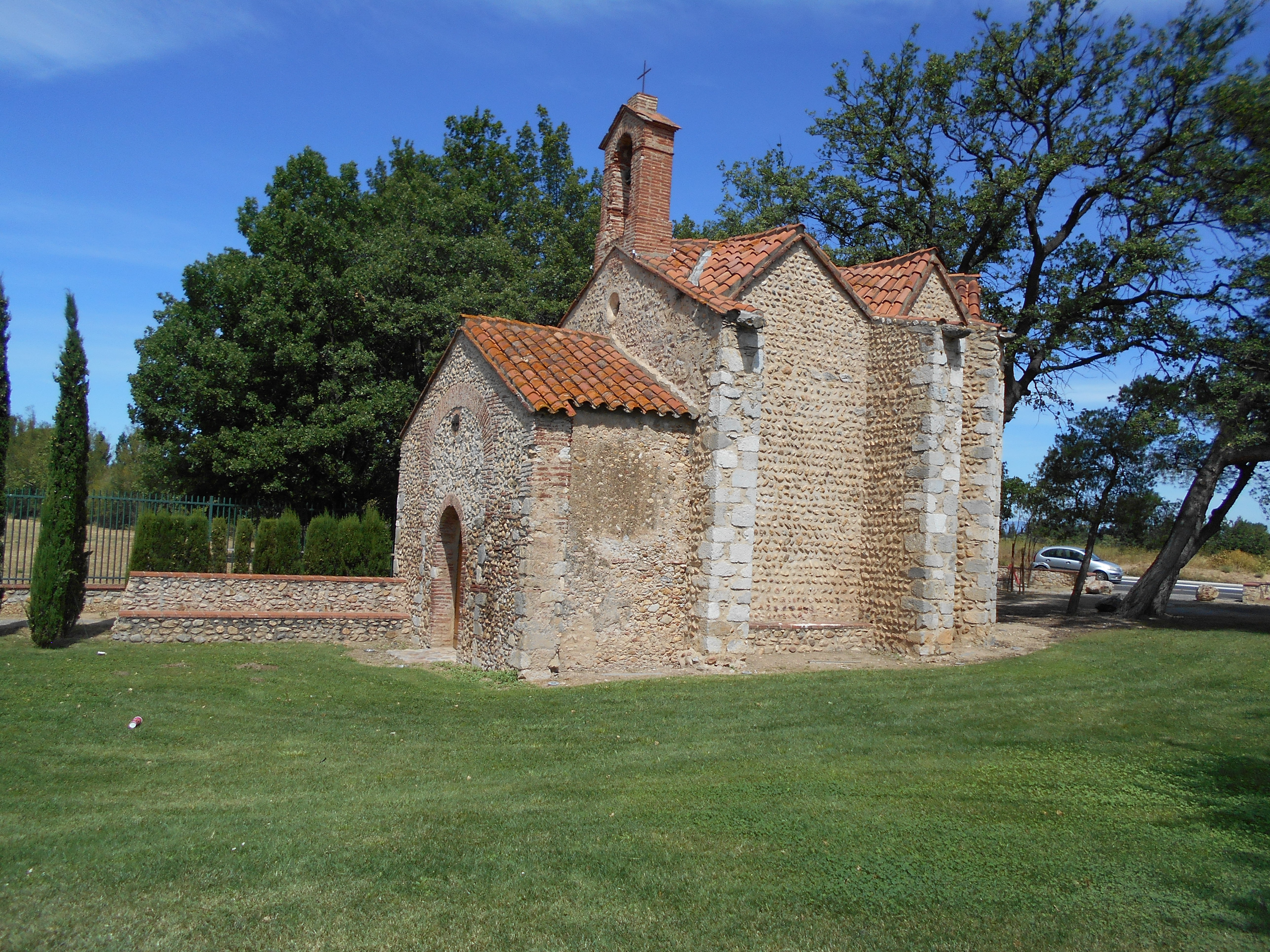
La capella vista des del sud-est